# Ahmed Shaaban
Ahmed Shaaban (Mansoura, 10 de outubro de 1978) é um futebolista profissional egípcio que atua como defensor.

## Carreira
Ahmed Shaaban representou o elenco da Seleção Egípcia de Futebol no Campeonato Africano das Nações de 2008.

## Títulos
Seleção Egípcia
- Campeonato Africano das Nações: 2008.